# Oettingen in Bayern
Oettingen in Bayern is een plaats in de Duitse deelstaat Beieren, en maakt deel uit van het Landkreis Donau-Ries.
Oettingen in Bayern telt 5.205 inwoners.
De Oettinger Brauerei produceert het biermerk Oettinger dat tussen 2004 en 2013 het bestverkochte bier van Duitsland was.

## Geboren
- Hieronymus Wolf (1516-1580), humanist en filoloog
- Johann Georg Conradi (1645-1699), componist en dirigent
- Johann Christian Hertel (1697/9-1754), componist en violist
- Georg Heinrich Lang (1740-1805/6), luthers theoloog, geestelijke en auteur